# Lofsöngur
"Lofsöngur" (phát âm tiếng Iceland: [ˈlɔvˌsœiŋkʏr̥], lit. "Hymn"), cũng được biết đến với tên "Ó Guð vors lands" (phát âm [ouː ˈkvʏð ˈvɔr̥s ˈlants]; tiếng Anh: "O, God of Our Land"), là quốc ca của Iceland, với phần lời do Matthías Jochumsson viết và nhạc của Sveinbjörn Sveinbjörnsson. Bài hát được sử dụng làm quốc ca Iceland vào năm 1944, khi quốc gia này bỏ phiếu chấm dứt liên minh cá nhân với Đan Mạch và trở thành một nước cộng hòa.
Giai điệu được rất nhiều người coi là khó để hát. Nhiều người Iceland cho rằng họ không thể hát bài này. Bài hát này về cơ bản là một bài thánh ca đã là chủ đề tranh cãi trong thời gian gần đây, nhưng những người ủng hộ chỉ ra thực tế là Iceland có một giáo hội nhà nước Kitô giáo cho đến nay là tôn giáo phổ biến nhất.

## Lịch sử
Cuối thế kỷ 19 chứng kiến âm nhạc ở Iceland phát triển và hưng thịnh. Mặc dù nhiều nhà soạn nhạc ban đầu của họ phải học tập và áp dụng thương mại của họ ở nước ngoài do không có đủ cơ hội được cung cấp ở quê nhà, nhưng họ vẫn có thể mang những gì đã học trở lại Iceland. Một trong những nhạc sĩ này là Sveinbjörn Sveinbjörnsson, người đầu tiên từ quê hương ông theo đuổi "sự nghiệp quốc tế với tư cách là một nhà soạn nhạc". Ông đến Edinburgh vào đầu những năm 1870, và viết nhạc cho Lofsöngur trong một ngôi nhà phố nằm ở New Town của thành phố vào năm 1874. Đến năm 1922, bài hát trở nên nổi tiếng và được yêu thích trên khắp Iceland, để công nhận điều này, Althing đã trao cho Sveinbjörnsson một khoản trợ cấp nhà nước. Ông là nhà soạn nhạc đầu tiên trong cả nước được vinh danh như vậy.
Phần trữ tình của bài hát được viết bởi Matthías Jochumsson, một trong những "nhà thơ được yêu thích nhất" trong đất nước, người cũng là một linh mục. Mặc dù tấm bảng kỷ niệm ở Edinburgh cho rằng cả nhạc và lời đều được viết ở đó, nhưng ngày nay người ta tin rằng Jochumsson trên thực tế đã sản xuất bản nhạc sau ở quê hương của mình. Giống như Sveinbjörnsson, Jochumsson trở thành nhà thơ Iceland đầu tiên được nhận lương hưu nhà nước. Tổ chức Althing cũng phong tặng cho ông danh hiệu "Trạng nguyên quốc dân".
Nó được viết trùng với các lễ hội năm 1874 để tôn vinh một thiên niên kỷ kể từ khi người Bắc Âu lần đầu tiên đặt chân đến hòn đảo này. It is for this reason that the full translation of the anthem's title is "The Millennial Hymn of Iceland". Chính vì lý do này mà bản dịch đầy đủ của tựa đề bài quốc ca là "The Millennial Hymn of Iceland" (Bài thánh ca ngàn năm của Iceland). Bài hát được phát lần đầu tiên vào ngày 2 tháng 8 năm đó, tại một buổi lễ được tổ chức tại Nhà thờ Reykjavík để kỷ niệm cột mốc quan trọng, với vua Đan Mạch (cũng là vua của Iceland) - Christian IX - có tham dự. Tuy nhiên, bài hát đã không được chính thức sử dụng làm quốc ca của đất nước cho đến 70 năm sau vào năm 1944, khi người Iceland bỏ phiếu trong một cuộc trưng cầu dân ý để chấm dứt liên minh cá nhân của nhà nước họ với Đan Mạch và trở thành một nước cộng hòa.

## Lời
Mặc dù quốc ca Iceland có tới ba khổ, nhưng chỉ có khổ đầu tiên thường được hát.
| Tiếng Iceland | Chuyển tự IPA | Tiếng Anh (dịch nghĩa) | Tiếng Anh (dịch thơ) |
| I Ó, guð vors lands! Ó, lands vors guð! Vér lofum þitt heilaga, heilaga nafn! Úr sólkerfum himnanna hnýta þér krans þínir herskarar, tímanna safn. Fyrir þér er einn dagur sem þúsund ár og þúsund ár dagur, ei meir: eitt eilífðar smáblóm með titrandi tár, sem tilbiður guð sinn og deyr. Íslands þúsund ár, eitt eilífðar smáblóm með titrandi tár, sem tilbiður guð sinn og deyr. II Ó guð, ó guð! Vér föllum fram og fórnum þér brennandi, brennandi sál, guð faðir, vor drottinn frá kyni til kyns, og vér kvökum vort helgasta mál. Vér kvökum og þökkum í þúsund ár, því þú ert vort einasta skjól. Vér kvökum og þökkum með titrandi tár, því þú tilbjóst vort forlagahjól. Íslands þúsund ár, Íslands þúsund ár! Voru morgunsins húmköldu, hrynjandi tár, sem hitna við skínandi sól. III Ó, guð vors lands! Ó, lands vors guð! Vér lifum sem blaktandi, blaktandi strá. Vér deyjum, ef þú ert ei ljós það og líf, sem að lyftir oss duftinu frá. Ó, vert þú hvern morgun vort ljúfasta líf, vor leiðtogi í daganna þraut og á kvöldin vor himneska hvíld og vor hlíf og vor hertogi á þjóðlífsins braut. Íslands þúsund ár, Íslands þúsund ár! verði gróandi þjóðlíf með þverrandi tár, sem þroskast á guðsríkis braut. | 1 [ou̯ː ǀ kvʏːð vɔr̥s lans ‖ ou̯ː ǀ lans vɔr̥s kvʏːð ‖] [vjɛːr lɔː.vʏm θɪht hei̯ː.la.ɣa ǀ hei̯ː.la.ɣa napn̥ ‖] [uːr sou̯ːl.cʰɛr.vʏm hɪm.nan.na n̥iː.tʰa θjɛːr kʰrans] [θiː.nɪr hɛr.ska.rar ǀ tʰiː.man.na sapn̥ ‖] [fiː.rɪr θjɛr ɛːr ei̯tn̥ taː.ɣʏr sɛm θuː.sʏnt au̯ːr̥] [ɔɣ θuː.sʏnt au̯ːr taː.ɣʏr ǀ ei̯ː mei̯ːr̥ ‖] [ei̯ht ei̯ː.liv.ðar smau̯.plou̯m mɛð tʰɪːt.ran.tɪ tʰau̯ːr̥ ǀ] [sɛm tʰɪːl.pɪ.ðʏr kvʏːð sɪnː ɔɣ tei̯ːr̥ ‖] [ist.lans θuː.sʏnt au̯ːr̥ ǀ] [ist.lans θuː.sʏnt au̯ːr̥ ǀ] [ei̯ht ei̯ː.liv.ðar smau̯.plou̯m mɛð tʰɪːt.ran.tɪ tʰau̯ːr̥ ǀ] [sɛm tʰɪːl.pɪ.ðʏr kvʏːð sɪnː ɔɣ tei̯ːr̥ ‖] 2 [ou̯ː kvʏːð ǀ ou̯ː kvʏːð ‖ vjɛːr fœt.lʏm fram] [ɔɣ fou̯rt.nʏm θjɛːr prɛn.nan.tɪ ǀ prɛn.nan.tɪ sau̯ːl̥ ǀ] [kvʏːð faː.ðɪr ǀ vɔːr trɔʰ.tɪnː frau̯ cɪː.nɪ tʰɪl cɪns ǀ] [ɔɣ vjɛːr kʰvœː.kʏm vɔr̥t hɛl.kas.ta mau̯ːl̥ ‖] [vjɛːr kʰvœː.kʏm ɔɣ θœh.kʏm iː θuː.sʏnt au̯ːr̥ ǀ] [θviː θuː ɛr̥t vɔr̥t ei̯ː.nas.ta scou̯ːl̥ ‖] [vjɛːr̥ kʰvœː.kʏm ɔɣ θœh.kʏm mɛð tʰɪːt.ran.tɪ tʰau̯ːr̥ ǀ] [θviː θuː tʰɪl.pjou̯st vɔr̥t fɔr.la.ɣa.çou̯ːl̥ ‖] [ist.lans θuː.sʏnt au̯ːr̥ ǀ] [ist.lans θuː.sʏnt au̯ːr̥ ‖] [vɔː.rʏ mɔr.kʏn.sɪns huːm.kʰœl.tʏ r̥ɪn.jan.tɪ tʰau̯ːr̥ ǀ] [sɛm hɪht.na vɪð sciː.nan.tɪ sou̯ːl̥ ‖] 3 [ou̯ː ǀ kvʏːð vɔr̥s lans ‖ ou̯ː ǀ lans vɔr̥s kvʏːð ‖] [vjɛːr lɪː.vʏm sɛm plax.tan.tɪ ǀ plax.tan.tɪ strau̯ː ‖] [vjɛːr tei̯ː.jʏm ǀ ɛv θuː ɛr̥t eiː ljou̯ːs θaːð ɔɣ liːf ǀ] [sɛm að lɪf.tɪr ɔsː dʏf.tɪ.nʏ frau̯ː ‖] [ou̯ː ǀ vɛr̥t θuː kʰvɛrtn̥ mɔr.kʏn vɔr̥t ljuː.vas.ta liːf ǀ] [vɔːr lei̯ð.tɔ.jɪ‿iː taː.ɣan.na θrœy̯ːt] [ɔɣ au̯ kʰvœl.tɪn vɔːr hɪm.nɛs.ka kʰvilt ɔɣ vɔːr l̥iːf] [ɔɣ vɔːr hɛr̥.tɔ.jɪ‿au̯ θjou̯ð.lif.sɪns prœy̯ːt ‖] [ist.lans θuː.sʏnt au̯ːr̥ ǀ] [ist.lans θuː.sʏnt au̯ːr̥ ‖] [vɛr.ðɪ krou̯ː.an.tɪ θjou̯ð.lif mɛð θvɛr.ran.tɪ tʰau̯ːr̥ ǀ] [sɛm θrɔs.kast au̯ kvʏːð.ri.cɪs prœy̯ːt ‖] | I Oh, God of our land! Oh, land of ours' God! We praise your holy, holy name! From solar systems of the heavens, tied to you is a wreath By your armies, a collection of the times. For to you, one day is like a thousand years and a thousand years a day, not more: eternity's lone small flower with trembling tears, that worships its own god and dies. Iceland's thousand years, eternity's lone small flower with trembling tears, that worships its own god and dies. II Oh God, oh God! We fall forward and sacrifice to you burning, burning soul, God father, our Lord from kin to kin, and we pray our holiest speech. We pray and thank for a thousand years, since you are the only shelter. We pray and thank with trembling tears, since you offered our destiny. Iceland's thousand years, Iceland's thousand years! They were morning hoarfrost, collapsing tears, that warm with shining sun. III Oh, God of our land! Oh, land of ours' God! We live as a fluttering, fluttering straw. We die if you are not that light and life that lifts us from the obscurity. Oh, be every morning our sweetest life, our leader in the trial of the days and in evenings our heavenly rest and our protection and our commander on national life's path. Iceland's thousand years, Iceland's thousand years! May they become a growing national life with decreasing tears that develop on God's kingdom's path. | I Our country's God! Our country's God! We worship Thy name in its wonder sublime. The suns of the heavens are set in Thy crown By Thy legions, the ages of time! With Thee is each day as a thousand years, Each thousand of years, but a day, Eternity's flow'r, with its homage of tears, That reverently passes away. Iceland's thousand years, Iceland's thousand years! Eternity's flow'r, with its homage of tears, That reverently passes away. II Our God, our God, we bow to Thee, Our spirits most fervent we place in thy care. Lord, God of our fathers from age unto age, We are breathing our holiest prayer. We pray and we thank Thee a thousand years For safely protected we stand; We pray and we bring Thee our homage of tears Our destiny rest in Thy hand. Iceland's thousand years, Iceland's thousand years! The hoarfrost of morning which tinted those years, Thy sun rising high, shall command! III Our country's God! Our country's God! Our life is a feeble and quivering reed; We perish, deprived of Thy spirit and light To redeem and uphold in our need. Inspire us at morn with Thy courage and love, And lead through the days of our strife! At evening send peace from Thy heaven above, And safeguard our nation through life. Iceland's thousand years, Iceland's thousand years! O, prosper our people, diminish our tears And guide, in Thy wisdom, through life! |

1. ↑  Sverri Hólmarsson, biên tập (2007). Icelandic-English Dictionary. lofsöngur = hymn, song of praise
2. 1 2 3  Rule, James Casey (2011). "Writing Lilja: A Glance at Icelandic Music and Spirit". Perspectives on Business and Economics. Quyển 29. Lehigh University. tr. 126.
3. 1 2 3 4 5  McCall, Chris (ngày 27 tháng 6 năm 2016). "Iceland's national anthem was written in an Edinburgh house". The Scotsman. Edinburgh. Bản gốc lưu trữ ngày 18 tháng 8 năm 2016. Truy cập ngày 25 tháng 4 năm 2017.
4. ↑  "Composer of the Week – Iceland, A Symphony of Fire and Ice". BBC Radio 3. BBC. tháng 12 năm 2012. Truy cập ngày 25 tháng 4 năm 2017.
5. ↑  Mather, Victoria (ngày 27 tháng 5 năm 2016). "Iceland has a very special kind of beauty and you don't always have to look up to see it". Iceland Magazine. Bản gốc lưu trữ ngày 26 tháng 4 năm 2017. Truy cập ngày 26 tháng 4 năm 2017.
6. 1 2 3  Silk, Mark (ngày 1 tháng 7 năm 2016). "Go Iceland!". The Gazette. Colorado Springs. Religion News Service. Bản gốc lưu trữ ngày 25 tháng 4 năm 2017. Truy cập ngày 26 tháng 4 năm 2017.
7. ↑  Scott Fortune, Andrew (ngày 16 tháng 11 năm 2014). "Matthías Jochumsson, poet and writer of Iceland's national anthem". Icelandic Times. Bản gốc lưu trữ ngày 26 tháng 4 năm 2017. Truy cập ngày 27 tháng 4 năm 2017.
8. 1 2  Neijmann, Daisy L., biên tập (2006). A History of Icelandic Literature. University of Nebraska Press. tr. 278. ISBN 0803233469.
9. 1 2  Florby, Gunilla; Shackleton, Mark; Suhonen, Katri, biên tập (2009). Canada: Images of a Post/National Society. Peter Lang. tr. 242. ISBN 9789052014852.
10. ↑  Hauptmann, Katharina (ngày 12 tháng 1 năm 2011). "The Un-Singable National Anthem of Iceland". Iceland Review. Bản gốc lưu trữ ngày 25 tháng 4 năm 2017. Truy cập ngày 26 tháng 4 năm 2017.
11. ↑  "Iceland". The World Factbook. CIA. ngày 12 tháng 1 năm 2017. Truy cập ngày 26 tháng 4 năm 2017.
12. ↑  "Iceland – History". Worldmark Encyclopedia of Nations (ấn bản thứ 12). Thomson Gale. 2007. Truy cập ngày 26 tháng 4 năm 2017.
13. ↑  Ljóðmæli: úrval. Jochumsson, Matthías (1815). Bókaverzlun Sigf. Eymundssonar.
14. ↑  National Anthem. The Complete Guide to National Symbols and Emblems [2 volumes] (2009). Minahan, James B.

1. ↑  See Help:IPA/Icelandic and Icelandic phonology.